# Willa Wallisów w Świętochłowicach
Willa Wallisów – zabytkowa willa należąca początkowo do rodziny nauczycielskiej - Wallisów. Wybudowana w latach 20. XX wieku.
Po II wojnie światowej w budynku mieściła się siedziba Komitetu Miejskiego PZPR. Obecnie mieści się tam siedziba Urząd Stanu Cywilnego oraz Wydział Spraw Obywatelskich Urzędu Miejskiego w Świętochłowicach.
Budynek ten wybudowany jest w stylu secesyjnym. Na elewacji od zachodniej strony znajdują się maszkarony.